# Xeno-canto
xeno-canto是一个致力于收集和分享鸟类鸣声的公民科学项目和数据库网站，直翅目昆虫和蝙蝠的鸣声现在也被纳入了网站的领域内。自2005年启动至今，该网站已经收录了来自全球的10,000多个物种的575,000多个录音，是世界上最大的鸟类鸣声数据库之一。所有录音都根据某种知识共享许可协议发布，包括一些具有自由版权许可证的录音。网站上的每则录音都附有频谱图和地理位置数据。
xeno-canto的数据已被用于数千篇科学论文，以及机器学习的鸟鸣识别任务。
该网站得到了全球若干学术组织和观鸟机构的支持，其中主要的支持来自荷兰。

## 历史
xeno-canto，意为“奇怪的声音”，该网站仅收录鸟类鸣声，而非图像或视频。xeno-canto于2005年5月30日由荷兰阿姆斯特丹自由大学的數理生物學家Bob Planqué和在一家材料技术公司工作的物理学家Willem-Pier Vellinga共同创立。该网站最初旨在收集中美洲和南美洲鸟类的鸣声，最初仅有约160种鸟的鸣声录音。

随着该网站的发展，其范围被扩展至北美、非洲和亚洲，最终扩展到欧洲和大洋洲。到2017年为止，该网站已经收录了约9,750种鸟类（几乎占所有鸟类物种的90%）的约360,000则录音。尽管如此，还有约1,000种鸟类尚未被收录，另有许多物种的录音数量很少。

## 目标
xeno-canto旨在利用互联网的能力，提供更便于访问的鸟类鸣声数据库。到目前为止，xeno-canto上的录音被用在许多领域，例如在印度航空信息系统上展示，被应用在STERNA项目中，也被应用在諾爾蘭大學的鸟类数据库中。
xeno-canto是一个以社群为主导的项目，为了保障社群的参与，该网站制订了以下规则：
- 任何人都可以为项目做出贡献。用户可以上传自己录制的鸟类声音，但是对音频文件的大小有所限制。用户还可以撰写文章、评论，参与网站代码的贡献。
- 使用知识共享许可协议促进录音的自由分享。用户可以下载单个录音或获取整个数据库[15]
- 其他用户可以质疑上传者对录音的鉴定，并在社群达成一致后由管理员修改，这个过程所需的时间长短不一，但通常只需要几天。[11]